# ثوم عثكولي
الثوم العثكولي (باللاتينية: Allium paniculatum) نوع نباتي عشبي يتبع جنس الثوم من الفصيلة الثومية.

## الموئل والانتشار
ينتشر في بلاد الشام والمغرب العربي وتركيا والقوقاز واليونان وألبانيا ومقدونيا وصربيا والجبل الأسود والبوسنة وكرواتيا وسلوفينيا وتشيكيا وسلوفاكيا والمجر وإيطاليا وفرنسا وإسبانيا والبرتغال.